# Statuta synodalia episcoporum Wratislaviensium

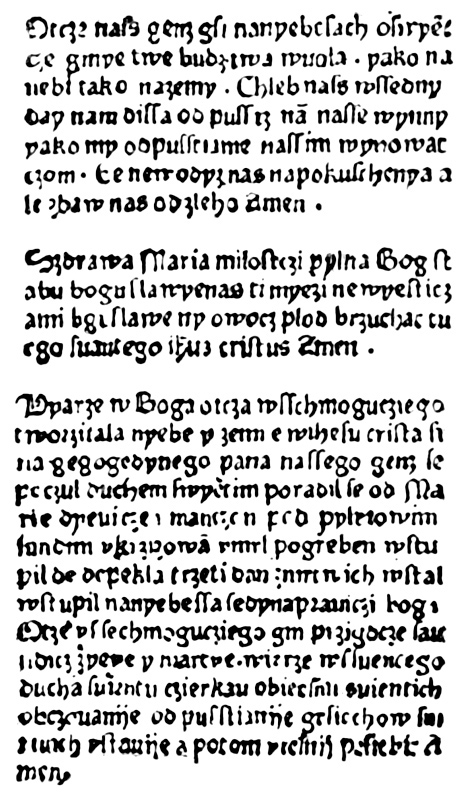
"Ojcze nasz", "Zdrowaś Mario" oraz "Wierzę w Boga" wydrukowane po polsku w 1475 roku. Ilustracja z Encyklopedii staropolskiej Zygmunta Glogera.

Statuta synodalia episcoporum Wratislaviensium (łac. Statuty synodalne biskupów wrocławskich; potocznie Statuty Elyana) – uchwała dla diecezji wrocławskiej ze zjazdu biskupów oraz kleru z synodu wrocławskiego, który odbył się w roku 1446, która została opublikowana w roku 1475 we Wrocławiu przez drukarnię Świętokrzyską. Zawiera pierwsze w historii teksty, jakie zostały wydrukowane w języku polskim.

## Historia
Statuty zostały wydrukowane 9 października 1475 roku we Wrocławiu przez polskiego drukarza oraz kanonika kapituły katedralnej Kaspra Elyana na zlecenie kapituły wrocławskiej. Księga jest zbiorem ustaw przyjętych przez synod diecezji wrocławskiej spisanych po łacinie. Oprócz szeregu zaleceń administracyjnych oraz religijnych dla duchowieństwa zawiera ona również teksty najważniejszych modlitw katolickich: Ojcze nasz, Zdrowaś Mario oraz wyznania wiary Wierzę w Boga w językach używanych przez wiernych na Śląsku, to jest w języku polskim oraz po niemiecku. Modlitwy te były oficjalnie zalecanymi wzorami poprawnego tekstu dla ludności polskiej na Śląsku.
Jedyny kompletny egzemplarz znajduje się w Bibliotece Uniwersyteckiej we Wrocławiu, a drugi posiada Biblioteka Uniwersytetu w Pradze.

## Zapis polskich modlitw
| Modlitwa        | Zapis w Statutach | Zapis obecny |
| --------------- | --- | --- |
| "Ojcze nasz"    | "Otcze naſs genz gſi nanyebeſach oſwyent cze gmye twe budz twa wuola. yako na nebi tako nazemy. Chleb naſs wſſedny day nam diſſa od puſſtz nam naſſe wynny yako my odpuſſtiame naſſim wynowat czom. Ee newodyz nas napokuſchenya a le zbaw nas odzleho Amen". | "Ojcze nasz, któryś jest w niebie święć się imię Twoje; bądź wola Twoja jako w niebie jak i na ziemi; chleba naszego powszedniego daj nam dzisiaj; i odpuść nam nasze winy, jako i my odpuszczamy naszym winowaj com; i nie wódź nas na pokuszenie; ale nas zbaw od złego. Amen". |
| "Zdrowaś Mario" | "Szdrawa Maria miloſtczi pylna Bog ſt abu boguſlawyenas ti myezi newyeſticz ami bgiſlaweny owocz plod brzuchat tu ego ſuantego ihezus criſtus Amen". | "Zdrowaś Maryjo, łaski pełna, Pan z Tobą błogosławionaś Ty między niewiast-, ami i błogosławiony owoc żywota Two- jego, Jezus Chrystus. Amen". |